# Lake Ridge (Virginia)
Lake Ridge ist ein Ort (Census-designated place) im Norden des US-Bundesstaats Virginia. Lake Ridge liegt im Prince William County und ist Teil der Washington Metropolitan Area. Das U.S. Census Bureau hat bei der Volkszählung 2020 eine Einwohnerzahl von 46.162 ermittelt.

## Geschichte
Lake Ridge wurde in den späten 1960er Jahren begonnen, als die Sorensen Construction Corporation mit dem Bau in dem Gebiet begann, das heute als East Lake Ridge bekannt ist. Bis 1969 entstanden die ersten fünf Siedlungen mit den Namen Thousand Oaks, The Point, Plantation Harbor, The Village of Lake Ridge und The Hamlet.
Lake Ridge Parks and Recreation wurde 1972 als Homeowner Association und Bürgervertretung für das Gebiet gegründet. Die Gemeinde wuchs in den 1970er und 1980er Jahren schnell von etwa 3350 Häusern im Jahr 1983 auf etwa 6600 im Jahr 1990. Lake Ridge, wie es jetzt ist, wurde in den späteren 1990er Jahren mit der Fertigstellung von Ridgeleigh abgeschlossen.

## Demografie
Nach der Volkszählung von 2010 leben in Lake Ridge 41.058 Menschen. Die Bevölkerung teilt sich auf in 57,4 % Weiße, 22,3 % Afroamerikaner, 0,3 % amerikanische Ureinwohner, 7,6 % Asiaten, 0,1 % Ozeanier und 6,9 % mit zwei oder mehr Ethnizitäten. Hispanics oder Latinos aller Ethnien machten 18,2 % der Bevölkerung aus. Das mittlere Haushaltseinkommen lag bei 102.244 US-Dollar und die Armutsquote lag bei 6,2 % der Bevölkerung.